# Livingstone Shire
Livingstone Shire este o regiune administrativă din centrul statului Queensland, Australia. Densitatea locuitorilor atinge abia numărul de  2,4 loc./ km².  Regiunea se află deasupra liniei tropicale a capricornului  (Tropic of Capricorn) (23° 26'). In golful 
Shoalwater Bay la 100 km nord de Yeppoon și 628 km de Brisbane se află pe o suprafață de 4545 km² o bază pentru exerciții militare. Livingstone Shire este una din regiunile cu unul dintre ritmurile cele mai rapide de dezvoltare din  Queensland.
- Ramurile principale din regiune sunt:

Turismul, pescuitul, pășunatul animalelor și cutivarea de ananas și cafea.

## Localități
- Yeppoon
- Emu Park
- Keppel Sands
- Marlborough
- Byfield